# Euryproctus coxalis
Euryproctus coxalis är en stekelart som beskrevs av Costa 1888. Euryproctus coxalis ingår i släktet Euryproctus och familjen brokparasitsteklar. Inga underarter finns listade i Catalogue of Life.